# Petkowci (obwód Wielkie Tyrnowo)
Petkowci (bułg. Петковци) – wieś w Bułgarii, w obwodzie Wielkie Tyrnowo, w gminie Elena. W 2024 roku liczyła 4 mieszkańców.